# مجموعه دبیرستان‌های علامه حلی
مجموعه دبیرستان‌های علّامه حلی مجموعه‌ای از مدارس تیزهوشان هستند که در شهرهای مختلف ایران فعالیت می‌کنند. مدیر این مدارس پارسا متین فر است . تعداد مراکز این سازمان در سطح کشور تا کنون افزون بر ۱۷۰ مرکز است. در دولت دوازدهم وعده‌ی کاهش تعداد مراکز تیزهوشان و افزایش کیفیت مدارس باقی‌مانده داده شد.
شعبه‌های مختلف مدارس علامه حلّی در شهرهای مختلف ایران گسترده‌اند و هم‌اکنون این مدرسه دارای ۱۰ شعبه در نقاط مختلف شهر تهران است.

## تاریخچه
دبیرستان علامه حلّی تهران واقع در خیابان غفاری در منطقه‌ی ۱۱، قدیمی‌ترین مدرسه‌ی علّامه حلی کشور است. اوّلین مرکز نخبه‌پرور کشور در سال ۱۳۴۶ خورشیدی با نام "دبستان هشدار" در تهران آغاز به کار نمود؛

این مدرسه در مقطع تحصیلی ابتدایی با ۱۴ دانش‌آموز دختر و ۶ دانش‌آموز پسر، در چهار کلاس و به صورت مختلط تشکیل شد. در سال بعد اداره کل امور کودکان و دانش‌آموزان استثنایی در وزارت آموزش و پرورش تاسیس شد و در سال ۱۳۴۸ نخستین مدرسه‌ی استعدادهای درخشان با نام مرکز آموزش کودکان تیزهوش تحت نظر این اداره کل، کار خود را آغاز کرد. این مرکز تا سال ۱۳۵۷ با فراز و فرودهای مختلفی به فعالیت خود ادامه داد. در سال ۱۳۵۵ "سازمان ملی پرورش استعدادهای درخشان" مستقل از نظام آموزش عمومی کشور تاسیس شد. این سازمان زیر نظر هیئت امنایی متشکل از وزیر مشاور و دبیر کل سازمان زنان ایران، وزیر آموزش و پرورش، وزیر مشاور و رئیس سازمان برنامه و بودجه، معاون نخست‌وزیر و رئیس سازمان انرژی اتمی ایران، مدیر عامل سازمان رادیو و تلویزیون ملی ایران، وزیر رفاه اجتماعی، وزیر علوم و آموزش عالی و هشت نفر از متخصصان امور آموزشی و فرهنگی به انتخاب دربار فعالیت می‌کرد. پس از پیروزی انقلاب سال ۱۳۵۷، بنا به نظر دولت موقت مهدی بازرگان در سال ۱۳۵۸ سازمان ملّی پرورش استعدادهای درخشان در دفتر کودکان استثنایی وزارت آموزش و پرورش ادغام شد و مراکز کرمان و مشهد نیز منحل و دانش‌آموزان تهرانی هم در دو مرکز پسرانه‌ی "علامه حلّی" و دخترانه‌ی "فرزانگان" تجمیع شدند. در سال‌های ۱۳۶۲ تا ۱۳۶۴،  دانش‌آموزان این دو مرکز که پیش از پیروزی انقلاب تحصیلات خود را در مدارس تیزهوشان آغاز کرده بودند، با خاتمه‌ی دوره‌ی دبیرستان فارغ‌التحصیل شدند. بدین ترتیب پیش از تاسیس سمپاد در سال ۱۳۶۶، تنها دو مرکز آموزش تیزهوشان در تهران وجود داشت که کماکان زیر نظر دفتر کودکان استثانی وزارت آموزش و پرورش مشغول به کار بودند. در سال ۱۳۶۶ این دو مرکز جمعا ۸۰۲ دانش‌آموز داشتند و هر لحظه امکان انحلال و ادغام آن‌ها در مدارس عادی وجود داشت. پیرو جلساتی که در ماه‌های نخست سال ۱۳۶۶ با دعوت جواد اژه‌ای (معاون وقت فرهنگی و اجتماعی نخست‌وزیر) و با حضور مسئولان مربوطه برگزار شد، پیشنهاد احیای سازمان ملّی پرورش استعدادهای درخشان از طریق انتخاب یک هیئت امنای جدید به میرحسین موسوی، نخست‌وزیر وقت ارائه شد. این پیشنهاد مورد موافقت قرار گرفت و در تاریخ ۲ خرداد ۱۳۶۶ هیئت‌امنای سازمان ملّی پرورش استعدادهای درخشان با حکم نخست‌وزیر منصوب شدند. اعضای این هیئت‌امنا عبارت بودند از وزیر آموزش و پرورش، وزیر فرهنگ و آموزش عالی، وزیر مشاور و رئیس سازمان برنامه و بودجه، مدیرعامل سازمان صدا و سیما، معاون فرهنگی و اجتماعی نخست وزیر، سرپرست بنیاد مستضعفان، سرپرست سازمان پژوهش‌های علمی و صنعتی ایران و سه نفر از شخصیت‌های علمی و فرهنگی؛ برخلاف قبل این بار سمپاد به صورت سازمانی وابسته به وزارت آموزش و پرورش تشکیل گردید و پس از یک سال و با پیشنهاد  هیئت‌امنا، ماده‌ی واحده‌ی تشکیل سمپاد با حمایت سید علی خامنه‌ای رئیس‌جمهور وقت، در یک‌صد و پنجاهمین جلسه‌ی شورای عالی انقلاب فرهنگی در تاریخ ۱۰ خرداد ۱۳۶۷ به تصویب رسید و بدین ترتیب، سازمان ملّی پرورش استعدادهای درخشان جایگاه مستحکم‌تری یافت و بر اساس این مصوبه، وزیر آموزش و پرورش ریاست هیئت امنای این سازمان را بر عهده گرفت.

## نام مجموعه
علامه حلی از دانشمندان و علمای شیعه‌ی قرن هشتم هجری و متولد حله در عراق است و روایت شده که آن‌قدر تیزهوش بوده که در نه سالگی به مقام اجتهاد رسید. به دلیل تیزهوش بودن این عالم شیعه، نام وی را بر این مرکز آموزشی گذاشته‌اند. در هنگام نام‌گذاری این دبیرستان به نام او عدهٔ زیادی اعتراض کردند که چرا نام این دبیرستان باید نام یک عراقی باشد در صورتی که ایران عدهٔ زیادی تیزهوش و نابغه دارد اما جواد اژه‌ای ریاست وقت سمپاد گفته بود همان‌طور که علامه حلی از عراق به ایران مهاجرت کرد و توانست اندیشهٔ خود (شیعه) را در ایران گسترش دهد ما نیز امیدواریم که نخبگان ایران بتوانند اندیشه‌های ما را به جهان صادر کنند و نشان‌واره (لوگو) سمپاد هم بر همین اساس یعنی صدور اندیشه‌های جمهوری اسلامی به دیگر نقاط جهان طراحی شده‌است. این در جواب عده‌ای بود که این نشان‌واره و نامگذاری را به معنی صادر کردن تیزهوشان ایران به دیگر کشورها می‌دانستند یعنی همان‌طور که علامه حلی برای گسترش تشیع به ایران مهاجرت کرد نخبگان ایران هم باید برای صدور تفکرات جمهوری اسلامی به دیگر کشورها مهاجرت کنند، که این دیدگاه با دیدگاه سید علی خامنه‌ای در خصوص جلوگیری از مهاجرت یا فرار مغزها در تعارض است. دیدگاه دیگر در خصوص نشان‌واره‌ی سمپاد این است که هشت پیکان منظور از کنکاش و پژوهش در همهٔ جهات علم است، به‌علاوه هوش در نظریهٔ دسته‌بندی هوش هوارد گاردنر به هشت دسته تقسیم شده که احتمالاً منظور از هشت پیکان در نشان‌وارهٔ سمپاد همان هوش‌های هشت‌گانه است.

## جایگاه
برخی از دانش‌آموزان مدارس علّامه‌حلی در عرصه‌های علمی، سیاسی، فرهنگی، اجتماعی و هنری موفقیت‌های گوناگونی کسب کرده‌اند. از همین‌رو در دوره‌های مختلف نظرات متفاوتی نسبت به این مدارس وجود داشته است. برخی افراد موافق وجود چنین مدارسی هستند و برخی دیگر با ادامه‌ی فعالیت مدارس خاص از جمله مدارس علّامه حلّی مخالفند.
در دولت‌های مختلف نیز سیاست‌های متفاوتی در قبال مدارس علّامه حلّی اتخاذ شده است.
در خردادماه سال ۱۳۹۸ خورشیدی، محمدجواد ظریف، وزیر وقت امور خارجه، در دیدار با جمعی از دانش‌آموزان و مدیران مدرسه‌ی علّامه حلی، گفت: «یکی از روزهای خوب زندگی من را رقم زدید. آن‌چه دیدم امیدآفرین، انرژی‌بخش و نیروبخش بود؛ که آینده‌سازان کشور دارای آزاداندیشی، آینده‌نگری و اعتمادبه‌نفس هستند و نسبت به مسائل ملّی و اجتماعی کشور دغدغه‌مندند. آن‌چه امروز دیدم خط بطلانی است بر این ادعا که نسل جوان کشور نسبت به مسائل کشور بی‌توجه است. آن‌چه امیدبخش است این است که یک دانش‌آموز نخبه خود را از جامعه جدا نبیند، دغدغه‌ها و نگرانی‌های مردم، به‌ویژه اقشار آسیب‌پذیر جامعه را ببیند؛ ما همه بخشی از جامعه‌ و وام‌دار جامعه‌ایم. امروز شاهد این درک از سوی دانش‌آموزان بودم که باید متکی به خودمان باشیم و برای خودمان طراحی کنیم و وابسته به طراحی‌های دیگران نباشیم؛ در این راه ممکن است خطاهایی هم داشته باشیم ولی نباید مجبور باشیم طراحی‌های دیگران را اجرا کنیم.»

## دبیرستان علامه حلی ۱ تهران
این مدرسه شامل سه طبقه برای کلاسهای درس و آزمایشگاه‌های گوناگون از جمله آزمایشگاه نوروساینس است که برای تحقیقات حرفه‌ای در این زمینه با اختصاص سالیانه چهل میلیون تومان در این بخش بنا شده و برای پایه‌های متفاوت است. کتابخانهٔ این مدرسه (کتابخانه امیرکبیر) بدون شک بزرگ‌ترین کتابخانه در تمام مدارس کشور است. این کتابخانه بیش از ۲۵۰۰۰ جلد کتاب فارسی و انگلیسی دارد.
تعداد دانش‌آموزان مدرسه در سال تحصیلی ۹۰–۹۱ از ۸۵۰ نفر بیشتر شده‌است. این دبیرستان در حال حاضر حدود ۱۲۰۰ دانش آموز دارد.
این دبیرستان در چهارراه لشکر، خیابان غفاری، پشت بیمارستان روزبه قرار دارد و مکان آن سابقاً متعلق به بیمارستان روزبه بوده‌است.
بخش عمده‌ای از معلمان و سایر کادر آموزشی این دبیرستان را فارغ‌التحصیلان آن تشکیل می‌دهند.
در سال‌های گذشته تعدادی از دانش‌آموزان این دبیرستان موفقیت‌هایی در مسابقات علمی (مانند المپیادهای علمی کشوری یا جهانی) به‌دست آوردند. این دبیرستان یکی از مراکز نخبه‌پرور دانش‌آموزی در سطح کشور است. موفقیت‌های علمی و پژوهشی این دبیرستان بسیاری از دانش‌آموزان را مشتاق شرکت در آزمون‌های ورودی این دبیرستان کرده‌است.

### ساختمان شهید همت
از سال تحصیلی ۹۱–۹۲، مقرر شد که پایه‌های اول و دوم در ساختمان اصلی مرکز به تحصیل بپردازند و پایه‌های سوم و چهارم در ساختمان دیگری که واقع در خیابان سردار جنگل است مشغول تحصیل شوند. این ساختمان «دبیرستان علامه حلی - واحد شهید همت» نام دارد و توسط مسئولان دبیرستان از آن به عنوان «واحد شهید همت» یاد می‌شود.
گفته می‌شود این تفکیک به این دلیل بوده‌است که پایهٔ سوم و چهارم از محیط پژوهشی ساختمان اصلی دبیرستان دور باشند و بیشتر درگیر مباحث درسی و کنکور شوند. همچنین احتمال داده می‌شود که افزایش ظرفیت پایه‌ها و لزوم حضور همهٔ افراد یک پایه در یک ساختمان هم دلیلی برای این کار بوده باشد.
در سال تحصیلی ۹۴–۹۵ دانش‌آموزان پایه چهارم به دلیل این که در این سال ورودی پایه اول دبیرستان ندارد به ساختمان لشکر انتقال داده شدند و دانش‌آموزان مرکز آموزشی علامه حلی ۵ (دوره اول) که حاصل ادغام مرکز آموزشی علامه حلی ۵ با مرکز آموزشی علامه حلی ۸ می‌باشد، به ساختمان شهید همت انتقال یافتند.

### افتخارات
دبیرستان علامه حلی تهران معتبرترین دبیرستان قارهٔ آسیا است. معیار این اعتبار تعداد جوایز و افتخارات معتبر بین‌المللی است. این افتخارات عبارت‌اند از: کسب مدالهای المپیادهای جهانی ریاضی، فیزیک، شیمی، کامپیوتر، زیست‌شناسی و نجوم به اضافهٔ مسابقات جهانی روبوکاپ. دبیرستان علامه حلی تهران اولین دبیرستان شرکت‌کننده در مسابقات روبوکاپ جهانی بوده که موفق به کسب کاپ (مقام اول تا سوم) شده‌است. (رتبهٔ دوم در این خصوص متعلق به دبیرستان شهید اژه‌ای اصفهان است) با این توضیح تعداد مدالهای المپیادهای جهانی دبیرستان علامه حلی تهران تا پاییز ۱۳۸۶ شامل ۱۱۸ مدال بوده‌است: ۳۴ طلا، ۵۱ نقره و ۳۳ برنز. تعداد کل مدالهای کسب شده توسط تیمهای المپیاد ایران تا این تاریخ (پاییز ۸۶) جمعاً ۲۸۳ مدال است که ۲۷۳ مدال آن توسط دانش‌آموزان سمپادی کسب شده.
بر این اساس، حدود ۴۲ درصد کل مدالهای کشور، توسط دبیرستان علامه حلی تهران کسب شده در حالی که هیچ دبیرستانی در قارهٔ آسیا تا کنون موفق به کسب ۱۱۸ مدال المپیاد جهانی نشده‌است.
از سال ۶۴ (سال تأسیس) تا سال ۸۹ بیشترین تعداد پذیرفته‌شدگان در مرحلهٔ مقدماتی و مرحلهٔ دوم دورهٔ باشگاه دانش‌پژوهان جوان و انتخاب تیم المپیاد هر ۶ المپیاد متعلق به دبیرستان علامه‌حلی تهران است. رتبهٔ بعدی مشترکاً متعلق به فرزانگان تهران و شهید اژه‌ای اصفهان است. (در آمار فوق روبوکاپ و المپیاد ادبی شمارش نشده‌است)
علاوه بر این دبیرستان علامه حلی با توجه به عنوان‌ها داخلی از جمله جشنواره خوارزمی، المپیادهای داخلی و رتبه‌های یک‌رقمی کنکور پرافتخارترین مؤسسهٔ آموزشی داخل کشور نیز هست.
در روز سه‌شنبه هفدهم شهریور ماه ۱۳۹۴، در همایش تحول بنیادین آموزش و پرورش با حضور وزیر آموزش و پرورش علی‌اصغر فانی، دبیرستان علامه حلی تهران، عنوان پرافتخارترین دبیرستان آسیا (از جانب رئیس اداره آموزش و پرورش شهر تهران) را دریافت کرد. گفته می‌شود یکی از علل دریافت این عنوان، عضویت یازده نفر از دانش‌آموزان این دبیرستان در تیم‌های ملی المپیاد جمهوری اسلامی ایران در سال ۹۴ است، که یکی از رکوردشکنی‌های دبیرستان علامه حلی تهران از نظر تعداد دانش‌آموزانی است که به عضویت تیم ملی المپیاد در می‌آیند. اگر چه عنوان پرافتخارترین مدرسه یک قاره در حالی که رده‌بندی مشخصی برای دبیرستان‌های قارهٔ آسیا وجود ندارد نباید از جانب رئیس یک اداره یک شهر بلکه باید از جانب یونسکو و پس از انجام رده‌بندی اعطا گردد

## برخی از فارغ‌التحصیلان
فهرست زیر شامل نام افرادی است که از یکی از دبیرستان‌های علامه حلی در هر یک از شهرهای ایران فارغ‌التحصیل شده‌ باشند:
- محسن نامجو خواننده، آهنگساز و ترانه‌سرا
- الشن مرادی استاد بزرگ شطرنج
- رضا امیرخانی نویسندهٔ ایرانی
- ایمان افتخاری معاون دپارتمان ریاضی پژوهشگاه دانش‌های بنیادی و عضو حقیقی شورای عالی انقلاب فرهنگی
- روزبه پورنادر دارندهٔ جایزهٔ بولداگ کنسرسیوم یونی‌کد
- سعید شریعتی عضو شورای مرکزی جبهه مشارکت ایران اسلامی
- رضا کلانتری دارندهٔ مدال طلای سی و یکمین المپیاد جهانی شیمی
- محمد شیرعلی شهرضا دانشجوی نمونهٔ کشوری مقطع کارشناسی سال ۱۳۸۶
- طاها یاسری استاد دانشگاه آکسفورد
- بهرنگ تاج‌دین خبرنگار بی‌بی‌سی فارسی
- نوید صدر خواننده، آهنگساز و ترانه‌سرا سبک رپ
- علی یونسی